# Wulfila macer
Wulfila macer là một loài nhện trong họ Anyphaenidae.
Loài này thuộc chi Wulfila. Wulfila macer được Eugène Simon miêu tả năm 1897.